# Ієн Тіндалл Боуг
Ієн Тіндалл Боуг (англ. Ian Tindall Boag, * 4 січня 1946, Велика Британія) — британський дипломат, глава представництва ЄС в Україні (2004—2008).

## Біографія
Народився 4 січня 1946. 
У 1967 закінчив Оксфордський університет за фахом «Сучасні мови». 
У 1967—1974 перебував на дипломатичній службі Великої Британії. 
З 1978 працює в Європейській Комісії. 
До 1985 працював у Генеральному директораті Комісії з питань розвитку. 
З 1985 займався питаннями Середньочорноморської політики та відносин між країнами Півночі та Півдня в кабінеті Комісара Клода Шейссона. 
У 1984—1987 керував різними відділами Генерального директорату з питань зовнішніх зносин. 
У 1987—1991 очолював представництво ЄК у Марокко. 
У 1991—1994 — глава представництва ЄК у Бразилії. 
У 2001—2004 очолював представництво Єврокомісії в Єгипті.
У 2004—2008 — глава Представництва Європейського Союзу в Києві.